# São João (Porto Alegre)
São João es un barrio de la ciudad de Porto Alegre, Brasil. Fue creado por la Ley 2,022 del 7 de diciembre de 1959. En este barrio se encuentran el Aeropuerto Internacional Salgado Filho y el Monumento al Laçador

## Historia
El barrio de São João tiene sus orígenes en el siglo XIX cuando se desarrolló el Arraial dos Navegantes, que corresponde a los actuales barrios de Navegantes y Humaitá, y la carretera Passo d'Areia (el trazado corresponde a las actuales avenidas Benjamin Constant y Assis Brasil), en torno a la Capilla de São João construida en 1874 en una pequeña cantera en terrenos propiedad de las hermanas Clara y Felicidade Maria da Silva. El lugar actualmente lo ocupa la Iglesia de São João Batista.
Su crecimiento se vio impulsado por la creación de la línea de tranvía São João que terminaba frente a la capilla. Los límites actuales del barrio se establecieron en la década de 1950 cuando se crearon oficialmente varios barrios de Porto Alegre.